# Rafli Mursalim
Muhammad Rafli Mursalim (sinh ngày 5 tháng 3 năm 1999) là một cầu thủ bóng đá người Indonesia hiện tại thi đấu ở vị trí tiền đạo cho câu lạc bộ tại Liga 1 Mitra Kukar. Anh là một phần của U-19 Indonesia.

## Sự nghiệp

### Mitra Kukar
Sinh ra ở Tangerang, Rafli bắt đầu sự nghiệp chuyên nghiệp với Mitra Kukar năm 2018.

### Sự nghiệp quốc tế
Anh có màn ra mắt cho U-19 Indonesia ở Giải vô địch bóng đá U-19 Đông Nam Á 2017 ngày 7 tháng 9 năm 2017 trước U-19 Philippines. Rafli có bàn thắng đầu tiên cho Indonesia, khi ghi bàn ở phút 90+1 từ chấm phạt đền.

## Danh hiệu

### Quốc tế
- U-19 Indonesia

Hạng ba ở Giải vô địch bóng đá U-18 Đông Nam Á 2017.